# Ballyfermot
Ballyfermot (en gaèlic irlandès Baile Formaid i a vegades Baile Thormaid que vol dir "alqueria de Formaid" de l'irlandès mitjà baile i del nòrdic antic Þormundr) és un barri del sud-est de Dublín, al comtat de Dublín Sud, a la província de Leinster. Es troba aproximadament a 7 kilòmetres del centre de la ciutat i just al sud de Phoenix Park. És fronterer amb Chapelizod (famós per creure's el lloc on va viure la bella Isolda d'Irlanda) al nord i al sud amb Walkinstown. Compta amb àmplies zones verdes, moltes d'elles barrades a fi de poder deixar cavalls descansant després d'una cavalcada. El carrer Le Fanu deu el seu nom a l'escriptor d'històries de fantasmes del segle IX Sheridan Le Fanu. El carrer més conegut és Kylemore Road en la qual es troben grans companyies i agències industrials. Altres suburbis confrontants són Inchicore, Palmerstown, Clondalkin, Neilstown i Bluebell.

## Història
El llogaret va rebre el seu nom del terratinent Dermot Mac Giolla Mocholmog, qui va viure aquí al voltant del primer mil·lenni. Els Mac Giolla Mocholmog van ser un clan antic que va governar el regne d'Ui Dunchada. Van cobrir la majoria de la baronia medieval de Newcastle upon Tyne. Es van estendre a través del sud-oest de Dublín des del riu Liffey fins al nord-oest de Wicklow. Tenien molta influència en activitat comercial dins i al voltant de la ciutat de Dublín.
En el segle XII va viure l'expansió Cambro-Normanda de l'est des de Penfro al sud de Gal·les fins a Leinster. Els cavallers van arribar puntualment en 1169 com a aliats de Dermot MacMurrough i es van dirigir cap a la província de Meath capturant la ciutat danesa de Dublín.
Els cavallers cambro-normands van obtenir possessions a Ballyfermot a través de concessions feudals i l'exogàmia. Alguns noms familiars associats a la zona est de Dublín d'aquests temps són: O'Cathasaidhe, Fitzwilliam, Le Gros (Large), O'Dualainghe, Tyrell, O'Hennessy, O'Morchain, Dillon, O'Kelly, De Barneval (Barnewall), i Newcomyn (Comyn).
El castell de Ballyfermot el va construir Wolfram De Barneval en el segle XIV com a fortalesa contra els formidables O'Byrnes i O'Tooles, parents de Mac Giolla Mocholmog, i per aquesta època s'havien casat amb normands i se'ls anomenava FitzDermot. Les famílies irlandeses gaèliques s'havien incomodat des dels seus territoris aborígens dels voltants de Naas i van ser conduïdes cap als pujols wooded. Al contrari dels seus parents FitzDermot, no es van integrar amb els normands irlandesos. Sovint envaïen, arrasaven i cremaven cabanyes locals des dels seus inaccessibles campaments de les pujols.